# Melankomas
Melankomas (Μελανκόμας, Μελαγκόμας) aus Karien (d. h. der Schwarzhaarige, von griech.: μέλας = schwarz und κόμη = Haar) (* 1. Jahrhundert; † um 70 n. Chr. in Neapel) war ein erfolgreicher griechischer Boxer aus Karien in der heutigen Türkei. Melankomas gewann die 207. Olympischen Spiele 49 n. Chr.
Melankomas war Sohn eines gleichnamigen Vaters und wurde vor allem durch Schriften des Dion Chrysostomos bekannt. Dieser pries ihn in zweien seiner Reden, die nach dem Tod des noch jungen Melankomas entstanden, als den perfekten Athleten, der neben körperlicher Schönheit und großer Ausdauer im Training die Fähigkeit besaß, niemals geschlagen zu werden. Zum Zeitpunkt seines Todes habe er mehr Siege errungen als jemals ein griechischer Boxer vor ihm. Sein Kampfstil basierte angeblich auf vollkommener Verteidigung. Er soll sich so gut verteidigt haben, dass er keinen Wirkungstreffer einstecken musste und seine Gegner am Ende eines Tages frustriert und erschöpft aufgaben. Melankomas starb in Neapel, vermutlich bei der Feier der 19. Augustalien, und nicht wie häufig behauptet bei den Olympischen Spielen.
Umstritten ist in der Forschung, ob der von Dion Chrysostomos gepriesene Melankomas der gleiche Sportler war, der die 207. Olympischen Spiele im Jahr 49 n. Chr. gewann. Letztlich ist dies aber unwahrscheinlich, da Chrysostomos die Jugend des Athleten betonte. Da ein Mann im antiken Griechenland zwischen 16 und 30 als Jüngling galt, hätte er im Jahre 49 maximal 9 Jahre alt sein können. Demzufolge ist es wahrscheinlicher, dass der Sieger der olympischen Spiele im Jahre 49 sein Vater Melankomas der Ältere war.